# Araneus holzapfelae
Araneus holzapfelae este o specie de păianjeni din genul Araneus, familia Araneidae, descrisă de Lessert, 1936.
Este endemică în Mozambic. Conform Catalogue of Life specia Araneus holzapfelae nu are subspecii cunoscute.